# الصناديق الخاصة (مصر)
الصناديق الخاصة هي كل نظام في أي جمعية أو نقابة أو هيئة أو من أفراد تربطهم مهنة واحدة أو عمل واحد أو أية صلة اجتماعية أخرى تتألف بغير رأس مال ويكون الغرض منها وفقا لنظامه الأساسي أن تؤدى إلى أعضائه أو المستفيدين منه تعويضات أو مزايا مالية أو مرتبات دورية أو معاشات محددة

## حالات الإستفادة من الصناديق
- زواج العضو وذريته أو بلوغه سناً معينة أو وفاة العضو أو من يعوله.
- التقاعد عن العمل أو ضياع مورد الرزق.
- عدم القدرة على العمل بسبب المرض أو الحوادث.
- أية أغراض أخرى توافق عليها الهيئة العامة للرقابة المالية.

## أهمية الصناديق الخاصة
تعتبر صناديق التأمين من الأدوات التي يتحقق بها التأمين ضد أخطار انخفاض قيم الدخل بسبب انتهاء العلاقة بين العضو وبين الجهة المنشأ بها الصندوق، كما أنها آداة لتحقيق الأهداف الاقتصادية والاجتماعية عن طريق أنها قناة رئيسية لتجميع المدخرات الوطنية والمتمثلة في قيمة الاشتراكات المستقطعة من الأعضاء واستخدام تلك المدخرات في تمويل الاستثمارات القومية ولا يغيب عن ذلك توفير فرص جديدة للعمالة وخفض في حدة التضخم النقدى.

### بالنسبة للعاملين
- توفر لأعضائها الطمأنينة والامان.
- تساهم في الحفاظ على مستوى المعيشة على ما هو عليه بعد ترك العاملين للخدمة بسبب التقاعد أو الوفاة أو العجز الكلى المستديم.

### بالنسبة للجهات المنشأة بها
- زيادة الإنتاجية.
- الحفاظ على الخبرات وعدم تسرب العمالة.
- جذب العمالة ذات الكفاءة العالية.

### بالنسبة للدولة
- تعتبر صناديق التأمين الخاصة أحد أوعية الادخار وتكوين الأموال في الدولة
- تعتبر أحد مصادر تمويل خطة التنمية بالدولة من خلال إستثمارات أموال الصناديق.
- تساعد على الحد من تأثير التضخم.
- تعتبر صناديق التأمين الخاصة وسيلة لتدعيم النظم القومية للتأمين الاجتماعي وبصفة خاصة في الدولة التي لا تعمل على زيادة معاشاتها مع ارتفاع الأسعار.

## أنواع الصناديق
- صناديق زمالة.
- صناديق الادخار والاستثمار.
- صناديق مكافآت عقد العمل الفردى.
- الصناديق العلاجية.
- المعاشات التكميلية.
- صناديق ذات طبيعة خاصة

## الإشراف والرقابة على الصناديق
حددت المادة ( 7 ) من القانون رقم ( 10 ) لسنة 1981 وتعديلاته اختصاص الهيئة العامة للرقابة المالية بتنفيذ أحكام هذا القانون ولها على وجه الخصوص:
- الإشراف والرقابة على الصناديق الخاصة في حدود أحكام القانون 54 لسنة 1975 الصادر في شأنها “ .

حيث تخضع صناديق التأمين الخاصة لإشراف ورقابة الهيئة فيما يلى:
- عند التسجيل وإنشاء كيان الصندوق وكذا عند التعديل على الأنظمة الأساسية لها
- أثناء المزاولة أو ممارسة الأعمال لتلك الصناديق من خلال الفحص الدورى لها
- عند إنهاء أعمال تلك الصناديق ( وذلك عند التصفية سواء الاختيارية أو الوجوبية أو الشطب أو دمج تلك الصناديق).

وذلك بغرض كفالة سلامة مراكزها المالية وقدرتها على الوفاء بالتزاماتها وحماية الأعضاء والمستفيدين والتأكد من الالتزام باحكام القانون ولائحته التنفيذية.

## ضوابط الصناديق
- ضوابط يجب أن يشملها النظام الأساسي في أحكام مواده.
  - تاريخ احتساب المزايا وتحصيل الاشتراكات.
  - تعريف العضو المؤسس.
  - تعريف اجر الاشتراك.
  - مدد الاشتراك.
  - تعريف العجز المنهى للخدمة.
  - شروط العضوية.
  - زوال صفة العضوية.
  - المزايا التأمينية.
  - معدل المصروفات الإدارية.
- ضوابط فنية خاصة بالدراسة الاكتوارية المقدمة.
  - يجب إعداد التقرير الاكتوارى طبقاً للنموذج الموحد المعد من قبل الهيئة لهذا الغرض وذلك من 1/1/2009
  - أن يتم إعداد الدراسة الاكتوارية عن المركز المالي للصنـدوق ( والمرافقة لاوراق التسجيل ) على أساس ضوابط وقرارات الهيئة في هذا الشأن.
  - لابد من توافر العدالة التأمينية بين الأعضاء الجدد والمؤسسين عند تحديد قيمة الاشتراكات والمزايا لكل منهم.
- ضوابط خاصة بمحاضر الجمعيات العمومية للصناديق.

## دور الهيئة العامة للرقابة المالية عند ممارسة أعمال الصناديق
- التفتيش الدوري على أعمال تلك الصناديق من خلال الميزانيات الواردة للهيئة.
- تطوير أساليب الفحص من خلال الفحص المكتبي والميداني لاعمال الصناديق الخاصة بأخذ المخاطر في الحسبان.
- متابعة الصناديق في صرف المزايا الواردة في الأنظمة الأساسية.
- متابعة السياسات الاستثمارية لتلك الصناديق ومدى توافقها مع النسب المحددة باللائحة التنفيذية للقانون 54 لسنة 1975 .
- إخطار الصناديق بملاحظات الفحص.. وطبقا للمادة ( 13 ) من القانون فانه يجوز لرئيس مجلس إدارة الهيئة إذا تبين من نتيجة الفحص ان أموال الصندوق لا تكفى للوفاء بالتزاماته أو إذا تم التأكــــد أن الصندوق لا يسير وفقا لاحكام هذا القانون أو القرارات المنفذة له أو النظام الأساسي أو إذا كانت إدارة الصندوق يشوبها غش أو تدليس أن يتم:
- إنذار الصندوق بالمخالفات ويمنح مهلة شهر لإبداء دفاعه وفي حالة عدم الاقتناع بوجهة نظر الصندوق لرئيس الهيئة أن يشطب تسجيل الصندوق وتعيين لجنة لتصفية الصندوق.
- يتم عرض الأمر على جمعية عمومية غير عادية للصندوق لتقرير الموافقة على خفض المزايا المقررة أو رفع قيمة الاشتراكات أو كليهما معا بحيث تصبح أموال الصندوق كافية لمقابلة التزاماته.

## إنهاء أعمال الصناديق
يجوز للهيئة طبقا لاحكام المادة ( 31 ) من القانون إصدار قرار بتصفية الصندوق وشطب تسجيله وذلك في الحالات التالية:
- أموال الصندوق لا تكفى للوفاء بالتزاماته.
- إذا ثبت ان الصندوق لا يسير وفقا لاحكام هذا القانون أو القرارات المنفذة له أو النظام الأساسي.
- إذا كانت إدارة الصندوق يشوبها الغش أو التدليس.
- إذا توقف الصندوق عن مباشرة أعماله أو كان من مصلحة أعضائه تصفيته
- إذا ادمج الصندوق في صندوق آخر.
- كما يجوز لأعضاء الصندوق من خلال جمعياتهم العمومية تقرير حل الصندوق بـأغلبية ثلثي الأعضـاء وذلك طبقا لنص المادة ( 21 ) من القانون

## أهم مؤشرات الصناديق الخاصة
تؤكد مؤشرات العام المالي 2008 /2009 استمرار قطاع الصناديق الخاصة في تأدية الدور المنوط به في مساندة ودعم الاقتصاد الوطني بالدولة
- قامت صناديق التأمين الخاصة خلال العام بصرف تعويضات قدرها 3.2 مليار جنيه للمشتركين أو المستفيدين من أنظمة صناديق التأمين الخاصة.
- ساهمت إستثمارات صناديق التأمين الخاصة بنسبة 2.44٪ من الناتج المحلى الإجمالى.
- ساهمت أقساط شركات التأمين و اشتراكات صناديق التأمين الخاصة بنسبة 1.12٪ من الناتج المحلى الإجمالى.

### نتائج نشاط قطاع الصناديق الخاصة في 30/6/2009
- بلغ عدد الصناديق 638.
- بلغ عدد الأعضاء 4.7 مليون عضو مقارنة ب 4.6 مليون عضو في العام السابق.
- بلغ إجمالى أصول أموال صناديق التأمين الخاصة مبلغ 26.7 مليار جنيه عن عام2009 مقارنة ب 23.9 مليار جنية عن العام السابق بنسبة زيادة 11.7%.
- بلغ إجمالى المال الإحتياطى لصناديق التأمين الخاصة مبلغ 24.2 مليار جنيه عن عام2009 مقارنة ب 21.7 مليار جنية عن العام السابق بنسبة زيادة 11.5%.
- بلغ إجمالى الإستثمارات مبلغ 24.1 مليار جنيه عن عام2009 مقارنة ب 20.9 مليار جنيه عن العام السابق بنسبة زيادة 15.8%.
- بلغ إجمالى الاشتراكات مبلغ 2.9 مليار جنيه عن عام2009 مقارنة ب 2.5 مليار جنيه عن العام السابق بنسبة زيادة 16%.
- بلغ إجمالى التعويضات مبلغ 3.2 مليار جنيه عن عام2009 مقارنة ب 2.7 مليار جنيه عن العام السابق بنسبة زيادة 18.5 %.

## أمثلة الصناديق الخاصة
- صندوق الإسكان والخدمات الاجتماعية للعاملين بقطاع البترول.
- صندوق تحسين الرعاية الاجتماعية لأعضاء هيئة الشرطة.
- صندوق التأمينات الاجتماعية لضباط الشرطة.[1]
- صندوق التأمينات الاجتماعية للعاملين بالقطاع الحكومي.
- صندوق التأمينات الاجتماعية للعاملين بالقطاعين العام والخاص.